# Scapanus townsendii
Scapanus townsendii — ссавець родини кротових (Talpidae). Ця тварина була названа на честь американського натураліста Джона Кірка Таунсенда, який першим описав тварину.

## Морфологія
Ця тварина має оксамитове чорне хутро, загострений писок і короткий, товстий, майже лисий хвіст. Вона близько 21 см в довжину, включаючи 4 см хвіст, важить близько 138 грамів. Передні лапи широкі й лопатоподібні, спеціалізовані для риття; задні лапи менші. Має 44 зубів. Вуха не видно, очі маленькі.

## Поширення
Країни проживання: Канада (Британська Колумбія), США (Каліфорнія, Орегон, Вашингтон). Висота проживання: від близького рівня моря принаймні до 1677 м над рівнем моря в Каскадних горах і 1615 м над рівнем моря в Олімпійських горах. Зазвичай зустрічається на пасовищах, в степу і чагарникових місцях проживання в низинах і заплавах. Цей вид поширений навіть в модифікованих землях, таких як газони, поля для гольфу, кладовища.

## Життя
Це риюча тварина, хоча неповнолітні часто переміщаються на поверхні навесні й влітку. Раціон в основному складається з дощових хробаків і личинок комах і лялечок; також тварина споживає багатоніжок, слимаків, зрілих комах, павуків, а також деякі рослинні речовини. Активна протягом усього року. Домашній діапазон принаймні до 110 м в діаметрі.
Сферичні материнські гнізда знаходяться від 7 до 50 см нижче рівня землі. Вони встелені травою й від них відходить від 3 до 11 бічних тунелів. Парування відбувається в лютому. Буває 1 виводок на рік. У середньому 3 дитинча народжуються в кінці березня або на початку квітня. Молодь гола при народженні, швидко росте й розходиться з материнського гнізда в основному в травні і червні. Молодь стає статевозрілою за близько 10 місяців.